# Expedição 67
Expedição 67 foi uma expedição de longa duração para a Estação Espacial Internacional. A expedição começou com a partida da Soyuz MS-19 no fim de março de 2022, com o astronauta Thomas Marshburn assumindo o comando da estação. Inicialmente a expedição consiste dos tripulantes da SpaceX Crew-3, junto dos tripulantes da Soyuz MS-21.
A Crew-3 deixou a estação no fim de abril, sendo substituída pela SpaceX Crew-4. Lindgren, Chari, Hines, Watkins Cristoforetti, Prokopyev, Petelin e Rubio passaram para a Expedição 68 no fim de 2022.

## Tripulação
| Voo           | Astronauta             | Primeira parte (30.03-27.04.2022) | Segunda parte (27.04–05.05.2022) | Terceira parte (05.05-21.09.2022) | Quarta parte (21–29.09.2022) |
| ------------- | ---------------------- | --------------------------------- | -------------------------------- | --------------------------------- | ---------------------------- |
| Soyuz MS-21   | Oleg Artemyev          | Engenheiro de voo                 | Engenheiro de voo                | Comandante                        | Comandante                   |
| Soyuz MS-21   | Denis Matveev          | Engenheiro de voo                 | Engenheiro de voo                | Engenheiro de voo                 | Engenheiro de voo            |
| Soyuz MS-21   | Sergei Korsakov        | Engenheiro de voo                 | Engenheiro de voo                | Engenheiro de voo                 | Engenheiro de voo            |
| SpaceX Crew-3 | Thomas Marshburn       | Comandante                        | Comandante                       | Fora da estação                   | Fora da estação              |
| SpaceX Crew-3 | Raja Chari             | Engenheiro de voo                 | Engenheiro de voo                | Fora da estação                   | Fora da estação              |
| SpaceX Crew-3 | Kayla Barron           | Engenheira de voo                 | Engenheira de voo                | Fora da estação                   | Fora da estação              |
| SpaceX Crew-3 | Matthias Maurer        | Engenheiro de voo                 | Engenheiro de voo                | Fora da estação                   | Fora da estação              |
| SpaceX Crew-4 | Kjell Lindgren         | Fora da estação                   | Engenheiro de voo                | Engenheiro de voo                 | Engenheiro de voo            |
| SpaceX Crew-4 | Robert Hines           | Fora da estação                   | Engenheiro de voo                | Engenheiro de voo                 | Engenheiro de voo            |
| SpaceX Crew-4 | Samantha Cristoforetti | Fora da estação                   | Engenheira de voo                | Engenheira de voo                 | Engenheira de voo            |
| SpaceX Crew-4 | Jessica Watkins        | Fora da estação                   | Engenheira de voo                | Engenheira de voo                 | Engenheira de voo            |
| Soyuz MS-22   | Sergey Prokopyev       | Fora da estação                   | Fora da estação                  | Fora da estação                   | Engenheiro de voo            |
| Soyuz MS-22   | Dmitriy Petelin        | Fora da estação                   | Fora da estação                  | Fora da estação                   | Engenheiro de voo            |
| Soyuz MS-22   | Francisco Rubio        | Fora da estação                   | Fora da estação                  | Fora da estação                   | Engenheiro de voo            |